# Ulebsechel
Ulebsechel (auch: a Ulapsagel, Auluptagel, Aurapushekaru, Chulebsechel, Oluksakel, Oropushakari-tō, Oropusharakaru To, Ulupsael) ist eine Insel im Inselstaat Palau im Pazifischen Ozean.

## Geographie
Der Name der Insel dient auch als Bezeichnung für die Inselgruppe der Ulebsechel-Inseln im Gebiet der Rock Islands. Die Insel liegt unmittelbar südlich von Koror und ist nur durch die Ngerikuul Bay von jener getrennt. An einigen Stellen ist die Wasserstraße nur wenige Meter breit. Die Küstenlinie ist durch Mangrovenbestand und die zerklüftete Struktur der ehemaligen Riffkrone geprägt. Zahlreiche Buchten und Landzungen bilden ein verwirrendes Mosaik. Im Süden, zum Omekang Reef hin fächert sich die Insel auf und nach Norden zieht sich ein langer schmaler Landstreifen, der nur durch den schmalen Ongelunge Channel von der nördlich anschließenden Insel Ngermalk getrennt ist. Nach Süden trennt der Toachel ra Ngel (Geru-suido, Ngel-Einfahrt, Ngell Channel) die Insel vom Riff im Bereich des Ngederrak Reef Conservation Area. Viele kleinere Inseln schließen sich an die Insel an. In der Ngerikuul Bay sind dies die Iberor-Inseln, Kuat, Ngellang, Bukrrairong, die Ngerbechetei-Inseln, Ngetkuml, Ngerumetochel, Ngedesakr, Tengetcheyangel, Toirius, Ngertechiel, Meduu, sowie Ngerchebukl und Ucheliungs. Die Insel Ulebsechel ist dicht bewaldet und nicht dauerhaft bewohnt.